# Вилланова-д’Альбенга
Вилланова-д’Альбенга (итал. Villanova d'Albenga) — коммуна в Италии, располагается в регионе Лигурия, в провинции Савона.
Население составляет 2320 человек (2008 г.), плотность населения составляет 147 чел./км². Занимает площадь 16 км². Почтовый индекс — 17038. Телефонный код — 0182.
Покровителем коммуны почитается святой первомученик Стефан, празднование 26 декабря.

## Демография
Динамика населения:

## Администрация коммуны
- Официальный сайт: http://www.comunevillanovadalbenga.it